# 久拉
48°2′3″N 23°4′40″E / 48.03417°N 23.07778°E
久拉（烏克蘭語：Дюла），是烏克蘭西部的村莊，隸屬外喀爾巴阡州的貝雷霍韋區。該村始建於1946年，面積4.94平方公里，海拔高度137米，2001年人口1,421，人口密度每平方公里290人。